# Dragošička
 Dragošička  falu Horvátországban Zágráb megyében. Közigazgatásilag Rugvicához tartozik.

## Fekvése
Zágráb központjától 20 km-re délkeletre, községközpontjától 2 km-re északra, az A3-as autópálya mellett fekszik. 

## Története
A települést 1217-ben említik először. A 19. században jegyzőség székhelye, a savski narti Nagyboldogasszony plébániához tartozott és tartozik.   
1857-ben 48, 1910-ben 64 lakosa volt. Trianon előtt Zágráb vármegye Dugo Seloi járásához tartozott. Később Dugo Selo község része volt. Az 1980-as évektől Zágráb és Dugo Selo közelségének köszönhetően lakosságának száma ugrásszerűen emelkedik. Az újonnan betelepülők főként a honvédő háború idején érkezett bosznia hercegovinai horvátok voltak. 1993-ban az újonnan alakított Rugvica községhez csatolták. 2001-ben 409 lakosa volt. 

## Lakosság
| Lakosság változása | Lakosság változása | Lakosság változása | Lakosság változása | Lakosság változása | Lakosság változása | Lakosság változása | Lakosság változása | Lakosság változása | Lakosság változása | Lakosság változása | Lakosság változása | Lakosság változása | Lakosság változása | Lakosság változása |
| ------------------ | ------------------ | ------------------ | ------------------ | ------------------ | ------------------ | ------------------ | ------------------ | ------------------ | ------------------ | ------------------ | ------------------ | ------------------ | ------------------ | ------------------ |
| 1857               | 1869               | 1880               | 1890               | 1900               | 1910               | 1921               | 1931               | 1948               | 1953               | 1961               | 1971               | 1981               | 1991               | 2001               |
| 48                 | 49                 | 45                 | 52                 | 56                 | 64                 | 81                 | 55                 | 36                 | 35                 | 47                 | 41                 | 43                 | 136                | 409                |

## Külső hivatkozások
Rugvica község hivatalos oldala